# Anochecer (cuento)
Anochecer (título original en inglés: Nightfall) es una novela corta de ciencia ficción de 1941 del escritor estadounidense Isaac Asimov sobre la llegada de la oscuridad a los habitantes de un planeta normalmente iluminado por la luz del sol en todo momento. Fue adaptado en una novela con Robert Silverberg en 1990. El relato se ha incluido en 48 antologías y ha aparecido en seis colecciones de relatos de Asimov.[cita requerida] En 1968, la Asociación de escritores de ciencia ficción y fantasía de Estados Unidos votó a Nightfall como el mejor cuento de ciencia ficción escrito antes del establecimiento de los premios Nebula en 1965, y lo incluyó en el Volumen Uno del Salón de la Fama de la Ciencia Ficción, 1929-1964.

## Contexto
Escrito del 17 de marzo al 9 de abril de 1941 y vendido el 24 de abril, el cuento se publicó en la edición de septiembre de 1941 de Astounding Science Fiction bajo la dirección del editor John W. Campbell. Fue la historia número 32 de Asimov, escrita mientras era un estudiante de posgrado en química en la Universidad de Columbia. Campbell le pidió a Asimov que escribiera la historia después de discutir con él una cita de Ralph Waldo Emerson:

Si las estrellas aparecieran una noche en mil años, ¡cómo creerían y adorarían los hombres y conservarían durante muchas generaciones el recuerdo de la ciudad de Dios!

La opinión de Campbell fue al contrario: "Creo que los hombres se volverían locos". Él y Asimov eligieron el título juntos.
En más de 13,000 palabras "Nightfall" es la historia más larga escrita por Asimov, ésta incluye un bono de Campbell, quien recibió US $ 166 (1¼ centavos por palabra), más del doble de cualquier pago anterior por una historia. El nombre de Asimov apareció en la portada de Astounding por primera vez, y la historia lo convirtió en uno de los mejores escritores del campo. Asimov dijo más tarde que antes de "Nightfall" ni él ni nadie más que quizás Campbell lo consideraban más que un "tercer evaluador".Asimov creía que la trama inusual de "Nightfall" la distinguía de otras, pero "La última pregunta" era su historia favorita.
En 1988, Martin H. Greenberg sugirió a Asimov que buscara a alguien que tomara su cuento de 47 años y, con el fin de mantener la esencia de la historia original, y le agregara un comienzo y un final detallados. Esto resultó en la publicación en 1990 de la novela Nightfall de Isaac Asimov y Robert Silverberg . Como relata Asimov en el capítulo de Robert Silverberg de su autobiografía, "...Finalmente, recibí el manuscrito extendido Nightfall de Bob [Silverberg] ... Bob hizo un trabajo maravilloso y casi podía creer que lo había escrito todo yo mismo. Se mantuvo absolutamente fiel a la historia original y yo tenía muy poco con qué discutir".

## Resumen de la trama
El planeta Lagash ("Kalgash" en la novela) está constantemente iluminado por al menos uno de los seis soles de su sistema estelar múltiple . Lagash tiene áreas de oscuridad (en cuevas, túneles, etc.), pero la "noche" no existe.
Un periodista escéptico visita un observatorio universitario para entrevistar a un grupo de científicos que advierten que la civilización terminará pronto. Los investigadores explican que han descubierto evidencia de numerosas civilizaciones antiguas en Lagash, todas destruidas por el fuego, con cada colapso que se produce con unos 2.000 años de diferencia. Los escritos religiosos de un culto apocalíptico afirman que Lagash pasa periódicamente a través de una enorme cueva donde aparecen misteriosas "estrellas". Se dice que las estrellas hacen llover fuego desde los cielos y roban a las personas sus almas, reduciéndolas a salvajes como bestias.
Los científicos utilizan este aparente mito, junto con descubrimientos recientes en la investigación gravitacional, para desarrollar una teoría sobre el colapso repetido de la sociedad. Un análisis matemático de la órbita de Lagash alrededor de su sol primario revela irregularidades causadas por una luna no descubierta que no se puede ver a la luz de los seis soles. Los cálculos indican que esta luna pronto ocultará uno de los soles de Lagash cuando esté solo en el cielo, lo que resultará en un eclipse total que ocurre una vez cada 2.000 años. Habiendo evolucionado en un planeta sin ciclo diurno, los lagashianos poseen un miedo intenso e instintivo a la oscuridad ya que nunca han experimentado un período prolongado de oscuridad. Los experimentos psicológicos han revelado que los lagashianos experimentan daño mental permanente o incluso la muerte después de tan solo 15 minutos en la oscuridad, y se prevé que el eclipse dure varias horas.
Los científicos teorizan que las civilizaciones anteriores fueron destruidas por personas que se volvieron locas durante eclipses anteriores y, desesperadas por cualquier fuente de luz, iniciaron grandes incendios que destruyeron ciudades. Los relatos orales del caos de supervivientes enloquecidos y niños pequeños se transmitieron a través de los siglos y se convirtieron en la base de los textos sagrados del culto. La civilización actual está condenada al fracaso por las mismas razones, pero los investigadores esperan que las observaciones detalladas del próximo eclipse ayuden a romper el ciclo del colapso social.
Sin embargo, los científicos no están preparados para las estrellas. Debido a la luz del día perpetua en Lagash, sus habitantes desconocen la existencia de estrellas aparte de las suyas; Los astrónomos creen que todo el universo no tiene más de unos pocos años luz de diámetro e, hipotéticamente, puede contener una pequeña cantidad de otros soles. Pero Lagash se encuentra en el centro de un "cúmulo gigante', y durante el eclipse, el cielo nocturno, el primero que la gente ha visto, se llena con la deslumbrante luz de más de 30.000 estrellas recién visibles.
Saber que el universo es mucho más vasto —y Lagash mucho más insignificante— de lo que creían hace que todos, incluidos los científicos, se vuelvan locos. Fuera del observatorio, en dirección a la ciudad, el horizonte comienza a brillar con la luz de los fuegos que se propagan cuando "la larga noche" regresa a Lagash.

## Configuración
El sistema de Lagash tiene seis estrellas llamadas Alpha, Beta, etc. en el cuento original, mientras que cada una tiene un nombre propio en la novela. En la novela, Onos es el sol principal de Lagash y se encuentra a 10 minutos luz de distancia, similar a la distancia de la Tierra al Sol. Los otros cinco soles son menores en comparación, pero proporcionan suficiente luz para evitar que los habitantes de Lagash definan "noche". La única otra distancia dada es que Tano y Sitha forman un sistema estelar binario aproximadamente 11 veces más lejos que Onos.
- Onos: enana amarilla - similar al sol
- Dovim: enana roja
- Trey y Patru: estrellas de secuencia principal de clase A o F, descritas como "blancas" - sistema estelar binario
- Tano y Sitha: estrellas de secuencia principal clase A, B u O, descritas como "azules" - sistema estelar binario

De lo que se puede extraer del texto, Onos, la estrella que aparece más brillante y más grande en el cielo de Lagash, es la estrella que orbita Lagash. Onos, a su vez, orbita alrededor del sistema binario Trey y Patru, el otro sistema binario Tano y Sitha, y la estrella enana roja Dovim. Además de estas estrellas, el único otro objeto celeste mencionado es la luna de Lagash, denominada Lagash Two por los científicos de Lagash. Lagash Two sigue una órbita excéntrica alrededor de Lagash y cada 2049 años eclipsa a Dovim, durante un período en el que desde una parte de Lagash, Dovim es la única estrella que sería visible.
Los personajes de Nightfall viajan a tres lugares separados en Lagash. La mayor parte del libro está ambientada en la ciudad de Saro, que está situada cerca de un gran bosque con árboles, arbustos y graben (animales carroñeros). Como se indicó en la introducción, el clima en el libro es análogo a las experiencias meteorológicas de los personajes del libro, y la región de Saro City recibe lluvias que duran varios días. La primera gran fluctuación climática mencionada en el libro es la tormenta de arena que Siferra 89 evitó escondiéndose debajo de una lona con su tripulación. El otro evento meteorológico fue el monzón.-como las lluvias que se produjeron después de que Sheerin 501 regresara de una consulta en Jonglor, que se describe como una ciudad del norte. Siferra 89 viaja a Beklimot, que se describe como a medio mundo de Jonglor. Beklimot se encuentra en la península de Sagikan, cerca de las montañas. Beklimot se encuentra en una región desértica y arenosa.

## Adaptaciones en otros medios
Radio y audio:
- En la década de 1950, la historia fue adaptada para los programas de radio Dimension X y X Minus One .
- En 1976, Analog Records, ya que su único lanzamiento, presentó una dramatización adicional de "Anochecer" en un disco de vinilo de 33⅓ rpm, producido por James Cutting y grabado en el American Learning Center. Después de la historia, incluye un diálogo entre Isaac Asimov y Ben Bova.
- En abril de 2007, la historia fue el episodio número 100 de Escape Pod, un podcast de ciencia ficción.

Cine y televisión:
- Nightfall (1988), película dirigida por Paul Mayersberg
- Nightfall (2000), película dirigida por Gwyneth Gibby

Libro:
- Dawn (1981), novela de 1981 escrita por Dean McLaughlin como una reinvención de Nightfall.